# Chiesa della Santissima Annunziata (Forza d'Agrò)

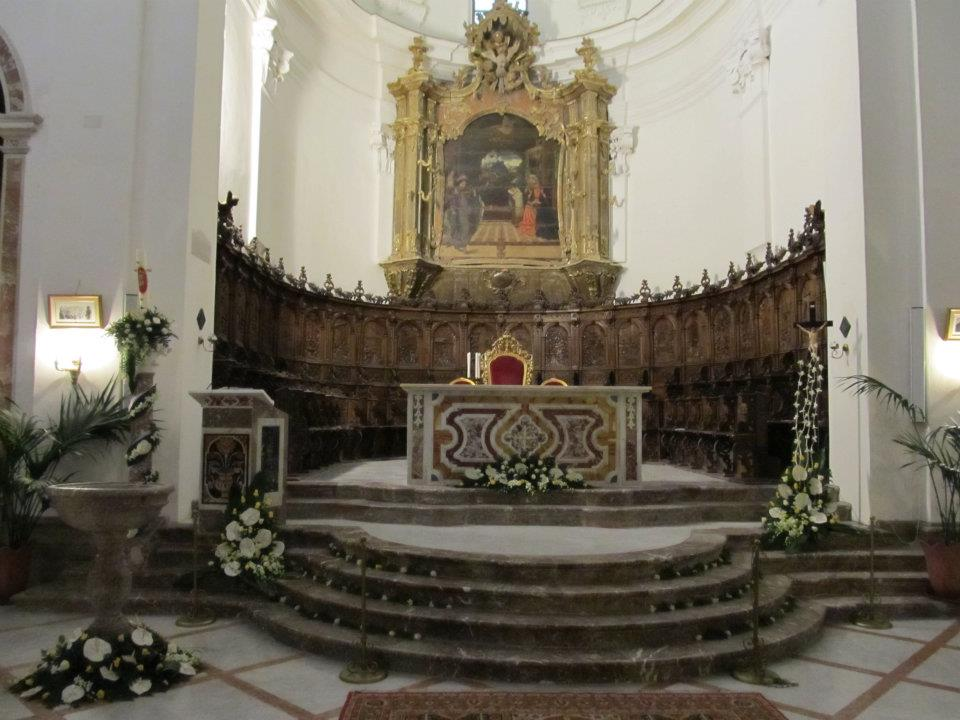
Altare maggiore con quadro dell'Annunciazione del 1565.

La chiesa della Santissima Annunziata è la chiesa madre di Forza d'Agrò, comune italiano della città metropolitana di Messina.

## Storia
Edificata agli inizi del Quattrocento e distrutta da un terremoto nei primi mesi del 1649, la chiesa venne interamente ricostruita cambiandone l'orientamento, che risulta essere trasversale al primitivo tempio del quale rimane l'antica abside, oggi inglobata nell'edificio della canonica. La chiesa non ancora completata venne nuovamente danneggiata dal terremoto del 1693 che devastò il Val di Noto. A causa di tale evento fu necessario rifare il tetto e la facciata così come oggi li vediamo. Il nuovo tempio fu completato, grazie alle elemosine del popolo, nel 1707 dai maestri M. Antonino e S. Villarà.

## Facciata
L'esterno della chiesa presenta una larga facciata con membrature di massi calcari marmosi scolpiti, coronata da pennacchi e volute e, aperta da tre eleganti portali quattrocenteschi che appartennero alla vecchia chiesa crollata nel terremoto del 1649.

## Interno
L'interno è a base abbaziale, sul consueto schema a tre navate su colonne e pilastri, il tetto è a capriate in legno. L'abside centrale è corredata da un coro in noce del XVII secolo intagliato, diviso in 24 stalli recanti in altrettanti riquadri diverse scene inerenti alla vita della Vergine Maria e del Bambin Gesù.
L'altare maggiore è rialzato rispetto alla nave, ed è fiancheggiato da due absidiole e da 10 cappelle collocate nelle rispettive navate laterali con altrettanti altari intarsiati in marmo policromo e stucchi di delicata fattura. Al suo interno è custodita inoltre una grande pala d'altare raffigurante l'Annunciazione ed eseguita nel 1565 dal pittore messinese Stefano Giordano. Un bel quadro del XVII secolo di Giovanni Simone Comandè raffigurante la Madonna del Rosario tra i Santi Domenico e Caterina. Una tela raffigurante la Sacra Famiglia dipinta nel 1740 da Paolo Filocamo ed infine un quadro del XVII secolo dipinto da Placido Celi, riproducente San Gaetano e la Vergine.
Tra tutte le opere della spicca, infine, il trecentesco Crocifisso dipinto su tavola ed attribuito a scuola siciliana con influssi di Giotto, che rimase miracolosamente illeso dal crollo della chiesa nel terremoto del 1649.
Il pavimento attuale venne realizzato nel 1905.
All'esterno svetta il campanile del XVII secolo che, danneggiato dal terremoto del 1908, venne ristrutturato nel 1920.

## La chiesa nel cinema
- La chiesa è facilmente riconoscibile in vari film girati a Forza d'Agrò; ricordiamo Il padrino, Il padrino - Parte II e Il padrino - Parte III.
- Una versione facilmente riconducibile a questa chiesa è quella presente nel film d'animazione della Pixar, Cars 2 del 2011[2].